# Вълчо Банев
Вълчо Банев Вълчев е български анархист и партизански ятак. Наричан е „Спахиевската баба Тонка Обретенова“.
Вълчо Банев е роден в село Спахиево, Хасковско, през 1901 г. Отрано работи като аргатин (ратай, слуга) заедно с Митьо Ганев и пасат хорските овце и говеда. Останал кръгъл сирак на седемгодишна възраст, отгледан от дядо си, закърмен с разказите му за народния хайдутин Ангел войвода, момчето се увлича по идеите за борба с тиранията. За родна къща счита една саморъчно изградена от него еднокатна, каменна колиба в подножието на източно-родопския връх Айда (Мечковец).

## Партизански ятак
В тази планинска къща са намирали убежище предимно през „ексаджийския“ им период от дейността си между 1919 и 1921 г. прочути анархисти като Васил Икономов, Георги Шейтанов, Георги Жечев, Жеко Гергинов, Делчо Василев, Наню Делчев, Иван Кундето и други. Там често намират укритие между 1921 и 1925 г. и неговият приятел от детските им години четническият войвода Митьо Ганев с побратимите си Тодор Иванов и Иван Игнатов, негови партизански четници а впоследствие и други от неговите хора. Всички те са възприели съвсем съзнателно анархизма като своя идейна кауза.
В ранното утро на 23 юни 1925 г., деветима анархисти от групата партизани от четата на Митьо Ганев за пореден път се изкачват до планинската къща на Вълчо Банев, с намерение там да се наядат и починат от прехода. Поради доносничеството пред властите на някакъв чобанин (овчар) от село Сусам четата е обградена към осем и половина часа сутринта от двехилядна войска, кавалерия и полиция в обезлесената местност Широкото дере, северно от селото. Деветимата анархисти почти цял ден удържат атаките на хилядите въоръжени войници, като убиват десетки и раняват около триста нападатели войници и жандарми. Едва когато военните докарват и артилерия от Хасковските казарми четниците са избити. Главите на осемте четници-анархисти и войводата Митьо Ганев са отрязани и набучени на щикове и понесени победоносно и тържествено към град Хасково като ценни бойни трофеи. Съпроводено от военен оркестър, зловещото шествие е натоварено на камионетки от Хасковския гарнизон и влиза триумфирайки в града.
Малко преди да почине от рак през 1976 г. старият ятак Вълчо Банев успява да прошепти на сина си Баню:
| „ | Ако все пак има задгробен живот и там ми кажат, че моето място е отредено в Рая, ще попитам тамошните разпоредници къде са турени Митьо Ганев и Манол Васев и ако са тикнати в Пъклото, ще поискам и мене тамка, до тях да сложат! | “ |

Гибелта на Митьо Ганев и неговите четници слага пауза за почти десетина години на яташката дейност на Вълчо Банев.
След военния преврат на 19 май 1934 г. в неговата къща половин година се укрива един от най-харизматичните български анархистки трибун Йордан Сотиров, който от 10 март 1922 г. живее конспиративно в град Хасково и носи името Манол Васев, с псевдоним Тракиеца. Той е основният подбудител и организатор на регулярните, бурни на събития и епични, тютюноработнически стачки в града, заедно с болшевика Асен Митев, който пък, като завеждащ деловодството в Хасковската гимназия „Петко Каравелов“ организира ученическите стачки. Близо половин година двамата заедно се укриват в къщата при Вълчо.
В годините между 1943 и 1944 г. Вълчо Банев отново възобновява яташката си мисия. За тази цел обаче през месец март 1943 г. заедно с четиринадесетгодишният му син Баню изкопават под дюшеметата на родната си къща две доста големи скривалища, където в началото на месец април същата година се приютил провалилия се командир на саморазформиралата се чета „Ангел войвода“ Иван Араклиев, който бил окръжен секретар на Хасковския Окръжен комитет на РМС. Заедно с него пребива и дезертирал войник от пионерно-химическата рота в Кърджалийската гарнизонна казарма. Междувременно през месец май 1944 г. Хасковски партизански отряд, носещ кой знае защо името на българския учен-биохимик Асен Златаров, криво-ляво бил сформиран. Там влизали десетина човека от преминали в нелегалност дейци на БРП (к) и на РМС. Единствената партизанска акция е проведена вечерта на 5 септември 1944 г. в родното село на Митьо Ганев, след обявената от СССР война на Царство България. Вълчо Банев Вълчев до 9 септември 1944 г. така и не е разкрит от полицейските власти, въпреки неимоверната си яташка дейност.

## След 9 септември 1944 година
След 9 септември 1944 година, особено след „историческите решения“ на Петия конгрес на БКП едва не попада в затвора поради това, че отказва да свидетелства срещу местните български анархисти: най-вече Манол Васев, Ангел Вълчанов, Панайот Манахилов, Делчо Василев, Васил Генов, Петър Докузов. Въпреки че от 1921 г. Вълчо Банев е ятак и на анархокомунисти и на болшевики, не го удостояват със званието „Активен борец против фашизма и капитализма“, а и той никога не е претендирал за такова „отличие“.
Вълчо Банев, който по онова време безрезервно се ползва с доверието на новата власт и тя го счита за свое доверено лице като ятак на партизанския отряд „Асен Златаров“, е с безспорни заслуги пред „народната власт“. Три месеца Манол Васев се укрива в къщата му, преди да се завърне в Хасково на 20 януари 1946 година, предлагайки за пред властите идеята, че отглеждал овце заедно с каракачани в Стара планина, като с него трябвало да дойде и Вълчо Банев, който поради заболяване не могъл да се включи. От Държавна сигурност на бърза ръка изтърчали до бившия и настоящ ятак, но той абсолютно дословно потвърдил казаното от анархиста.